# Acid ioglicic
Axit ioglicic là một phân tử được sử dụng làm thuốc cản quang.